# Petrogalochirus macropus
Petrogalochirus macropus är en spindeldjursart som beskrevs av Alex Fain och Domrow 1974. Petrogalochirus macropus ingår i släktet Petrogalochirus och familjen Atopomelidae. Inga underarter finns listade i Catalogue of Life.